# كيفن أندرسون
كيفن أندرسون (بالإنجليزية: Kevin Anderson)‏ مواليد 18 مايو 1986 في ساكرامنتو، كاليفورنيا، هو لاعب كرة مضرب جنوب أفريقي يلعب باليد اليمنى بدأ مسيرته كمحترف عام 2007 ويحتل حالياً المرتبة رقم. 15 (13 أبريل 2015) في تصنيف رابطة محترفي كرة المضرب. أعلى تصنيف له في الفردي كان المركز الـ 15 في سنة 2015. شارك في دورة الألعاب الأولمبية الصيفية.

## روابط خارجية
- كيفن أندرسون على موقع رابطة محترفي التنس (الإنجليزية)
- كيفن أندرسون على موقع الاتحاد الدولي لكرة المضرب (الإنجليزية)
- كيفن أندرسون على موقع كأس ديفيز (الإنجليزية)
- كيفن أندرسون على موقع خلاصة التنس.كوم (الإنجليزية)
- كيفن أندرسون على موقع إي إس بي إن.كوم (الإنجليزية)
- كيفن أندرسون على موقع اللجنة الأولمبية الدولية (الإنجليزية)
- كيفن أندرسون على موقع أوليمبيديا (الإنجليزية)
- كيفن أندرسون على موقع AS.com (الإسبانية)

## روابط إضافية
- كيفن أندرسون على موقع رابطة محترفي التنس (الإنجليزية)
- كيفن أندرسون على موقع الاتحاد الدولي لكرة المضرب (الإنجليزية)
- كيفن أندرسون على موقع كأس ديفيز (الإنجليزية)
- كيفن أندرسون على موقع خلاصة التنس.كوم (الإنجليزية)
- كيفن أندرسون على موقع إي إس بي إن.كوم (الإنجليزية)
- كيفن أندرسون على موقع اللجنة الأولمبية الدولية (الإنجليزية)
- كيفن أندرسون على موقع أوليمبيديا (الإنجليزية)
- كيفن أندرسون على موقع AS.com (الإسبانية)
- Anderson Recent Match Results
- Anderson World Ranking History
- Illinois' Kevin Anderson turns pro
- Anderson College Profile